# Benedito Francisco de Albuquerque
Benedito Francisco de Albuquerque (ur. 24 lipca 1928 w Coreaú w stanie Ceará) – brazylijski duchowny rzymskokatolicki, biskup diecezjalny Itapipoca w latach 1985–2005, od 2005 biskup senior diecezji Itapipoca.

## Życiorys
Benedito Francisco de Albuquerque urodził się 24 lipca 1928 w Coreaú w stanie Ceará. Formację kapłańską otrzymał w seminarium diecezjalnym w Itapipoca (1947–1953). Święcenia prezbiteratu przyjął 8 grudnia 1953.
4 stycznia 1985 papież Jan Paweł II prekonizował go biskupem diecezjalnym Itapipoca. 5 maja 1985 otrzymał święcenia biskupie i odbył ingres do katedry Matki Bożej Miłosierdzia. Głównym konsekratorem był kardynał Aloísio Lorscheider, arcybiskup metropolita Fortalezy, któremu asystowali Paulo Eduardo Andrade Ponte, arcybiskup metropolita São Luís do Maranhão i Walfrido Teixeira Vieira, biskup diecezjalny Sobral. Jako zawołanie biskupie przyjął słowa „Evangelizare Pauperibus” (Wiadomości dla ubogich).
25 maja 2005 papież Benedykt XVI przyjął jego rezygnację z obowiązków biskupa diecezjalnego Itapipoca.